# مایکل بواتنگ
مایکل بواتنگ (انگلیسی: Michael Boateng؛ زادهٔ ۱۷ اوت ۱۹۹۱) بازیکن فوتبال اهل بریتانیا است.
از باشگاه‌هایی که در آن بازی کرده‌است می‌توان به باشگاه فوتبال نیوپورت کانتی، باشگاه فوتبال تونبریج آنجلز، باشگاه فوتبال وایت‌هاوک، باشگاه فوتبال بریستول راورز، باشگاه فوتبال ساتون یونایتد، باشگاه فوتبال بروملی، و باشگاه فوتبال کارشالتون اتلتیک اشاره کرد.